# Михайлово (Бежецкий район)
Михайлово (карел. Mihailova) — деревня в Бежецком районе Тверской области. Входит в состав Васюковского сельского поселения.

## География
Находится в восточной части Тверской области на расстоянии приблизительно 8 км по прямой на юг-юго-запад от районного центра города Бежецк.

## История
Деревня была отмечена еще на карте 1825 года. В 1859 году здесь (деревня Бежецкого уезда Тверской губернии) было учтено 39 дворов, в 1978 — 26.

## Население
Численность населения: 254 человека (1859 год), 48 (русские 98 %) в 2002 году, 32 в 2010.